# Nickelsdorf
Nickelsdorf (en húngaro: Miklóshalma) es una ciudad localizada en el Distrito de Neusiedl am See, estado de Burgenland, Austria.

## Historia
La ciudad pertenecía -como toda la provincia de Burgenland- a Hungría hasta 1920, cuando se convirtió en parte del estado austriaco de Burgenland.

## Geografía
Nickelsdorf es la única ciudad en el municipio. Cuenta con un importante cruce fronterizo a Hegyeshalom (en alemán: Straß-Sommerein) en Hungría.